# آری‌لی (کاهتا)
آری‌لی {{ترکی|Arılı) (به کردی: Bircîk) یک منطقهٔ مسکونی کردنشین در ترکیه است که در کاهتا واقع شده‌است.